# Teviot (rzeka w Szkocji)
Teviot (wym. [ˈtiːvi.ət]) – rzeka w południowej Szkocji o długości 60 km. Obszar źródłowy znajduje się na Wyżynie Południowoszkockiej. Przepływa przez miasto Hawick. Jest dopływem rzeki Tweed.